# Aroeira
Aroeira ou arrueira é o nome popular de várias espécies de árvores da família Anacardiaceae.
Destacam-se entre elas:
- Astronium fraxinifolium Schott & Spreng. - aroeira-do-campo, gonçalo-alves, nativa dos cerrados do Brasil central.
- Lithraea molleoides (Vell) Engl. - aroeira-branca, aroeira-brava, aroeira-do-brejo, aroeira-da-capoeira, bugreiro, nativa de várias formações do sul e sudeste do Brasil.
- Myracrodruon urundeuva Allemao (ex- Astronium juglandifolium Griseb., Astronium urundeuva (Fr. All.) Engl.) - aroeira-do-campo, aroeira-preta, aroeira-da-serra, urundeúva, nativa da caatinga e do cerrado, desde o Ceará até o Paraná.
- Schinus terebinthifolius Raddi - aroeira-mansa, aroeira-vermelha, aroeira-precoce, aroeira-pimenteira, aroeira-do-sertão, nativa de várias formações vegetais do nordeste, centro-oeste, sudeste e sul do Brasil, assim como do Paraguai e do norte da Argentina. Muito apreciada na culinária francesa, onde é conhecida como "poivre-rose", a pimenta-rosa.
- Schinus molle - aroeira-salso, aroeira-periquita, aroeira-mole, nativa do sul do Brasil, do Uruguai, e do nordeste da Argentina.
- Pistacia lentiscus L. – Espécie nativa da região mediterrânica e da Macaronésia, conhecida como aroeira ou lentisco.